# Néron–Ogg–Sjafarevitjs kriterium
Inom matematiken är Néron–Ogg–Sjafarevitjs kriterium ett resultat som säger att en elliptisk kurva eller abelsk varietet A över en lokal kropp K har god reduktion om och bara om det finn ett primtal ℓ som inte delar karakteristiken av restkroppen av K (eller ekvivalent för alla sådana primtal) så att den ℓ-adiska Tatemodulen Tℓ av A är oförgrenad. Andrew Ogg (1967) introducerade kriteriet för elliptiska kurvor. Serre och  Tate (1968) använde resultat av André Néron (1964) till att utvidga den till abelska varieteter, samt uppkallade resultatet efter Ogg, Néron och Igor Sjafarevitj (de sade att Oggs resultat verkat vara känt för Sjafarevitj).